# Melanagromyza livida
Melanagromyza livida är en tvåvingeart som beskrevs av Spencer 1985. Melanagromyza livida ingår i släktet Melanagromyza och familjen minerarflugor.
Artens utbredningsområde är Kenya. Inga underarter finns listade i Catalogue of Life.